# Dasiops appendiculatus
Dasiops appendiculatus är en tvåvingeart som beskrevs av Morge 1959. Dasiops appendiculatus ingår i släktet Dasiops, och familjen stjärtflugor. Arten är reproducerande i Sverige.